# جانشین دیبلی
جانشین دیبلی (انگلیسی: The Vicar of Dibley) یک مجموعه تلویزیونی بریتانیایی در ژانر کمدی موقعیت است. این مجموعه از ۱۰ نوامبر ۱۹۹۴ تا ۱ ژانویه ۲۰۰۰ و سپس به‌طور متناوب از ۲۵ دسامبر ۲۰۰۴ تا ۲۳ دسامبر ۲۰۲۰ پخش شد. از نظر رتبه‌بندی، این مجموعه یکی از موفق‌ترین نمایش‌های بریتانیایی در عصر دیجیتال است.
این مجموعه علاوه بر بیست قسمت اصلی بین سال ۱۹۹۴ و ۲۰۰۷، شامل تعداد زیادی ویژه برنامه‌های خیریه کوتاه‌تر و همچنین قسمت‌های «قرنطینه» است که در طول همه‌گیری دنیاگیری کووید-۱۹ تولید شده‌است.